# Oncotheca balansae
Oncotheca balansae, je endemsko malo stablo ili grm s Nove Kaledonije., rasprostranjeno na otoku Grande Terre od Bouraila na sjeveru do Yatéa na jugu.
Oncotheca balansae javlja se u šumi i grmlju na ultramafikalnom supstratu na visini do 850 m nadmorske visine. Ova vrsta ima visoku filogenetsku važnost jer je dio endemske obitelji Oncothecaceae koja se sastoji od dvije vrste. Čini se da ova vrsta nije izravno ugrožena. 